# Lupo Protoespatário

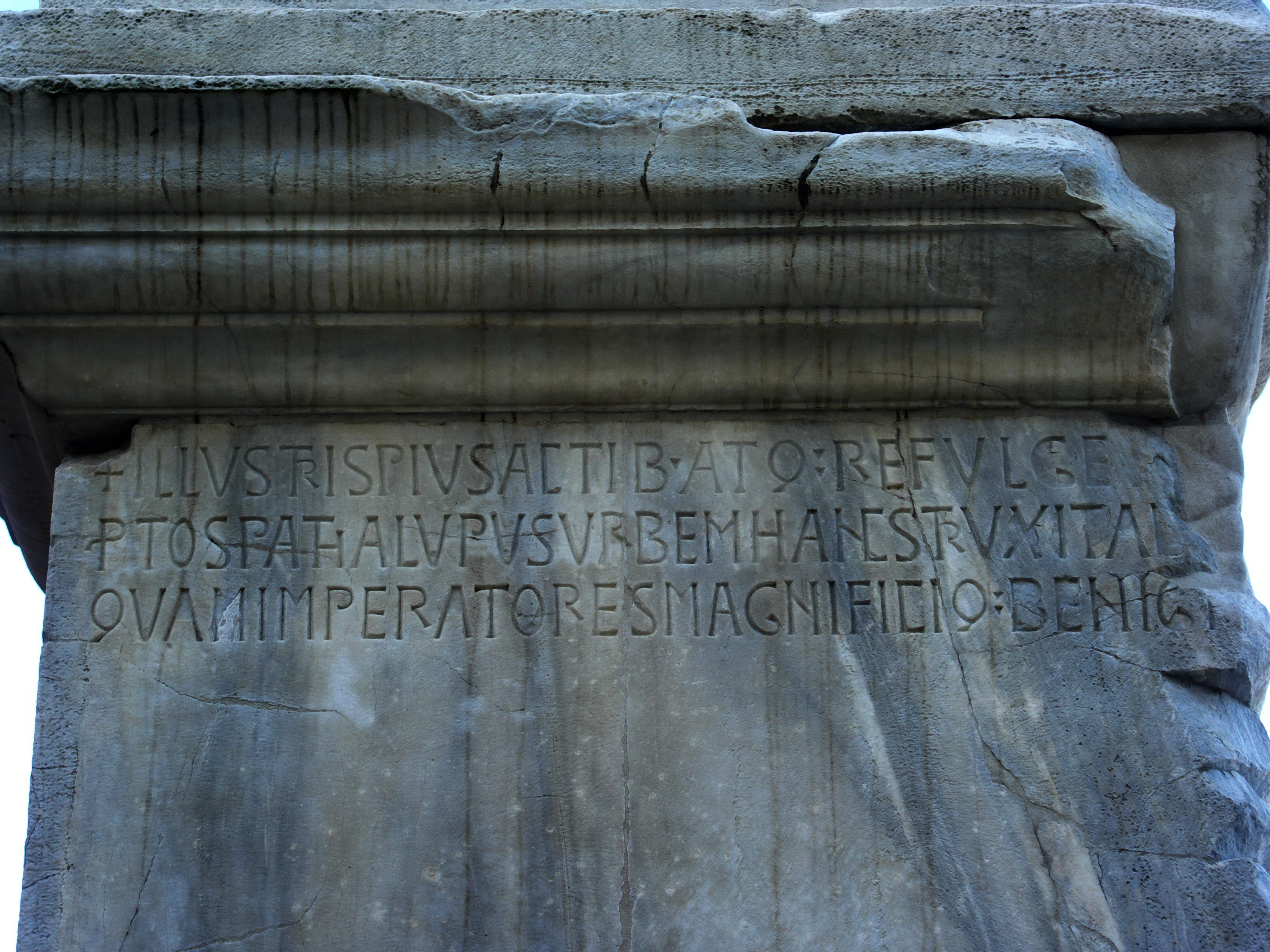
Uma coluna em Brindisi com uma inscrição incompleta:
ILLUSTRIS PIVS ACTIB(US) ATQ(UE) REFVLGENS
P(RO)TOSPATHA(RIVS) LVPVS VRBEM HANC STRVXIT AB IMO
QVAM IMPERATORES MAGNIFICIQ(UE) BENIGNI ...
("Lupo Protoespatário, ilustre e pio em seus atos e benevolência, reconstruiu as fundações desta cidade, que os magníficos e benignos imperadores...")
Trata-se de uma referência à reconstrução de Brindisi depois dos ataques sarracenos no século IX e, portanto, qualquer conexão com o suposto autor dos Anais Barenses é tênue na melhor das hipóteses.

Lupo Protoespatário (em latim: Lupus Protospatharius Barensis) foi um protoespatário e o suposto autor da Crônica sobre os feitos do Reino de Nápoles (em latim: Chronicon rerum in regno Neapolitano gestarum; também chamada Anais de Lupo Protoespatário), uma história do Mezzogiorno entre 805 e 1102, uma atribuição do século XVII.
Lupo, e duas outras crônicas de Bari, a Anais Barenses e a Crônica do Anônimo de Bari, utilizaram alguns anais perdidos de Bari que seguiam até 1051. Guilherme da Apúlia parece ter utilizado esta mesma obra. Lupo parece ainda ter utilizado os anais perdidos de Matera.
Contudo, o mais improvável da obra de Lupo é seu método de datação: ele começa seus anos em setembro e, assim, data os eventos da segunda metade de um ano no começo do ano seguinte.